# Asplenium haenkei
Asplenium haenkei är en svartbräkenväxtart som beskrevs av Edwin Bingham Copeland. Asplenium haenkei ingår i släktet Asplenium och familjen Aspleniaceae. Inga underarter finns listade.